# Gasthuiskapel St. Laurens (Tholen)

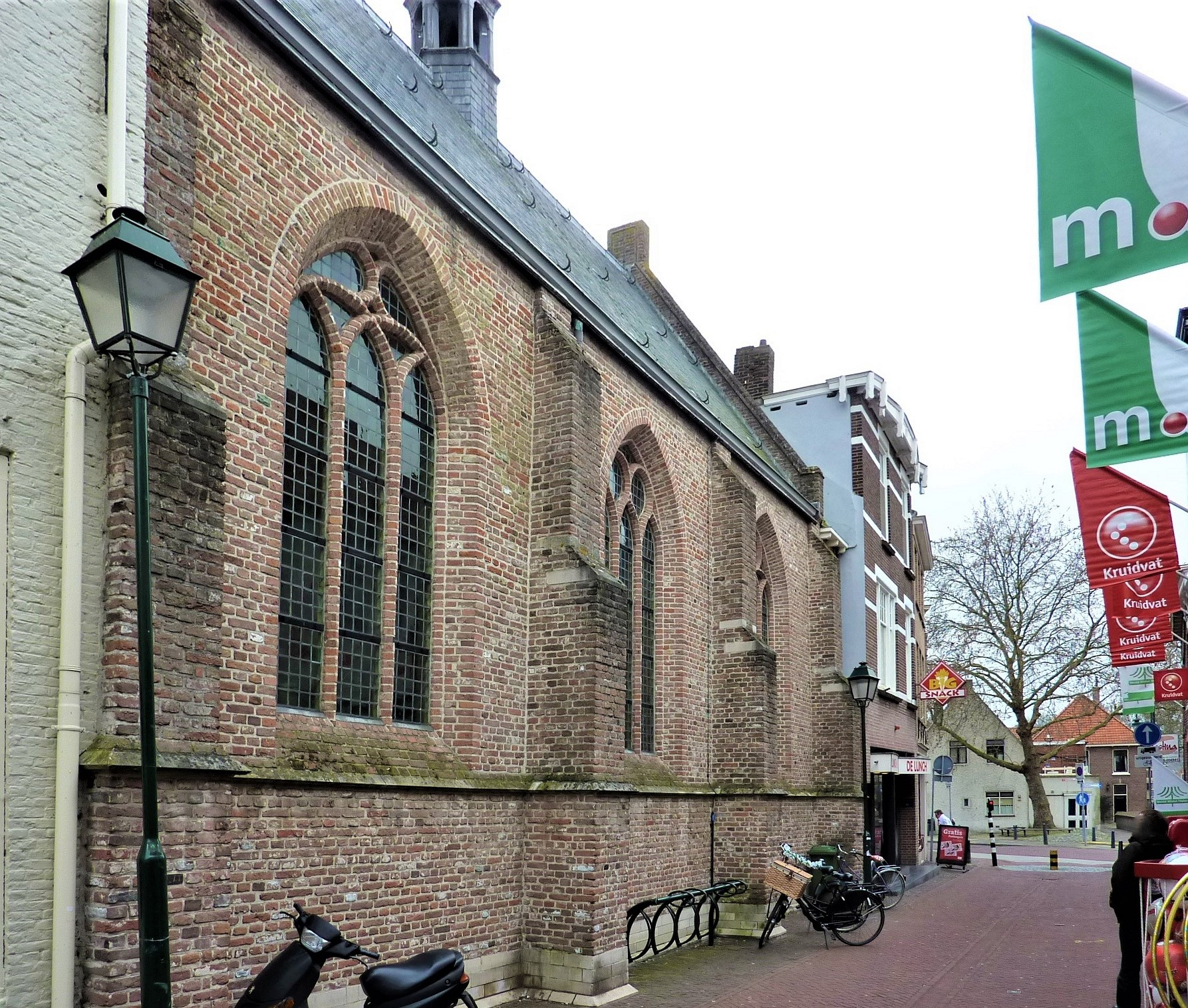
Die Gasthuiskapel in Tholen

Die Gasthuiskapel St. Laurens (deutsch Hospitalskapelle St. Laurentius) ist die Kapelle einer reformierten Kirchengemeinde innerhalb der Protestantischen Kirche in den Niederlanden in Tholen in der Provinz Zeeland. Die Kapelle ist seit 1974 als Rijksmonument eingestuft.

## Geschichte
1312 wurde in Tholen ein Hospital mit zugehöriger Kapelle gestiftet, die dem heiligen Laurentius geweiht wurde. 1452 fiel auch das Hospital dem großen Tholener Stadtbrand zum Opfer. Um 1460 erhielt die Kapelle bei Wiederherstellungsarbeiten im Kern ihre heutige spätgotische Gestalt. Im Zuge der Einführung der Reformation 1578 verlor die Kapelle ihre Bestimmung und wurde in der Folgezeit als Magazin genutzt. Während des Achtzigjährigen Krieges war sie zudem Standort eines Lazaretts. 1631 wurde das Hospital verlegt und die Kapelle zu einem Wohnhaus umgebaut. Im Rahmen einer Renovierung in den Jahren 1974/75 wurde sie als Kirchbau wieder hergerichtet und dient heute der reformierten Immanuëlgemeinde Tholens als Gotteshaus.
Die Kirchengemeinde gehört zur 2004 geschaffenen Protestantischen Kirche in den Niederlanden.